# 広川町立耐久中学校
広川町立耐久中学校（ひろがわちょうりつ たいきゅうちゅうがっこう）は、和歌山県有田郡広川町にある中学校である。

## 概要
1852年（嘉永5年）に「稲むらの火」の主人公（五兵衛）として知られる濱口梧陵（ヤマサ醤油当主）により旧・広村に耐久社として創設された。創立150年を超える日本有数の歴史を持つ。
和歌山では、旧士族の教育のために創立された徳義中学が1901年（明治34年）に県に移管された後は、耐久中学校が1920年（大正9年）に県に移管されるまで県内唯一の私立中学として地元の中等教育に貢献した。明治時代に、和歌山には公立校として徳義中学以外には、和歌山中学、田辺中学、粉河中学、新宮中学の4校があった。1907年（明治40年）には、伊藤博文からも信頼があつかったイェール大学のラッドが来校。また、翌年には釈宗演らが来校し、当時の文部大臣小松原英太郎の視察も受け、後に著された「教育論」の中でもその独自の校風などが伝えられている。創立150年周年記念式典には、当時の文部科学大臣遠山敦子が訪問して植樹を行っている。
現在の耐久中学校は広村立の新制中学校として発足し、学制改革で耐久高校が湯浅町で発足後、旧耐久中学校のあった地に校地を移転して現在に至っている。

## 沿革・概略
- 1852年（嘉永5年）耐久舎の前身となる稽古場（耐久社）を創設。
- 1892年（明治25年）耐久学舎と改称、普通教育開始。
- 1908年（明治41年）中学校令により私立耐久中学校と改称。
- 1920年（大正9年）和歌山県立耐久中学校に移管、改称。
- 1947年（昭和22年）5月3日 広村立広中学校と南広村立南広中学校が発足
- 1948年（昭和23年）5月15日 広中学校が旧県立耐久中学校校舎内に移転する
- 1949年（昭和23年）5月18日 広村南広村組合立耐久中学校となる。
- 1955年（昭和30年）4月1日 広川町立耐久中学校に改称

## 著名出身者
- 瀬藤象二 - 電気工学者、文化勲章受章者
- 長谷川利行 - 洋画家、私立耐久中学中退
- 西博義 - 衆議院議員、公明党所属
- 吉井和視 - 和歌山県議会議員、自由民主党所属
- 松坂英樹 - 和歌山県議会議員、日本共産党所属
- 浅井修一郎 - 和歌山県議会議員、自由民主党所属
- 田中武雄 - 内閣書記官長、朝鮮総督府政務総監
- 法眼晋作 - 外務事務次官
- 正示啓次郎 - 元経済企画庁長官、大蔵官僚
- 木下繁 - 彫刻家、日本芸術院会員
- 谷口維紹 - 東京大学医学部教授、日本学術会議会員
- 小野田稔也 - ボブスレー選手、長野五輪出場
- 梅本正之 - 元プロ野球選手、コーチ、スコアラー、寮長
- 酒井敏行 - 京都府立医科大学教授、医学博士。日本衛生学会副理事長、日本癌学会評議員。
- 金森隆浩 - 元プロ野球選手
- 山本英之 - 男子バレーボール選手。豊田合成トレフェルサ所属。

## 所在地
- 和歌山県有田郡広川町広1123
  - 最寄駅はJR紀勢本線湯浅駅である。